# Тепуи
Тепуи, или тепуй — столовые горы, расположенные на Гвианском плоскогорье в Южной Америке, большей частью на территории Венесуэлы. Среди наиболее известных тепуй — Серро-Аутана, Ауян-Тепуи и гора Рорайма. Множество тепуй расположено в венесуэльском национальном парке Канайма, который имеет статус объекта Всемирного наследия ЮНЕСКО.
Слово «тепуи» на языке индейцев пемон, населяющих район Гран Сабана, означает «дом богов». Тепуи по большей части стоят изолированно друг от друга, возвышаясь над джунглями труднодоступными утёсами, что делает их носителями уникальных наборов эндемичных растений и животных.

## История и строение
Тепуи являются остатками обширного плато, некогда простиравшегося от побережья Атлантического океана до границ бассейнов рек Амазонка, Ориноко и Риу-Негру. Плато образовалось на месте озера около 200 млн лет назад, когда Южная Америка и Африка ещё составляли единый континент. Плоскогорье состояло из песчаника и располагалось на гранитном основании; с течением времени эрозия превратила плато в несколько монадноков, из которых сформировались тепуи, покрытые стойкими к эрозии породами.
Как правило, тепуи состоят из единого блока докембрийского песчаника или кварцита, который резко взмывает над окружающими их джунглями до высот более 2000 м. Во многих тепуи имеются промытые водой пещеры, такие как пещера Абисму-Гуй-Колет глубиной 671 м, а также карстовые воронки диаметром до 300 м, образовавшиеся при обрушении сводов туннелей подземных рек.
Немецкий исследователь Роберт Шомбургк посетил район в 1835 году. Он был поражён столовыми горами, но попытки взобраться на одну из них успехом не увенчались. Лишь почти полвека спустя, в 1884 году, британской экспедиции под руководством Эверарда Им Турна удалось подняться на вершину горы Рорайма. Однако именно отчёт об экспедиции Роберта Шомбургка в район тепуи вдохновил писателя Артура Конан Дойля на написание романа «Затерянный мир» об открытии плато, населённого доисторическими видами животных и растений.

## Флора и фауна
Как и в низменных районах саванн льяноса, на тепуи имеются дождливый и сухой сезоны. За год выпадает от 2 до 4 тыс. мм дождя. На климат также влияет высота — на самых высоких тепуи температура может опускаться до 0 °C, однако, как правило, средние показания термометра на вершинах составляют от 8 до 20 °C, в зависимости от высоты. Почвы преимущественно олиготрофные (с низким содержанием питательных веществ).
Плато гор полностью изолировано от леса у подножья, что делает их «экологическими островами», на которых сохранились ныне эндемичные виды растительного и животного мира, тысячелетиями развивавшиеся в изоляции. На лесистых высоких плато произрастает широкое разнообразие представителей семейств орхидные и бромелиевые, распространены также насекомоядные растения.

## Некоторые тепуи
- Самая высокая тепуи Пико-де-Неблина (3 014 м) расположена в Бразилии. Следующие три по высоте — Пико-Фелпс (2 992 м), Рорайма (2 810 м), расположенная в точке схождения границ Бразилии, Венесуэлы и Гайаны, и Серро-Марауака[англ.] (2 800 м)[4].
- Серро-Ичун (Cerro Ichún), расположенная рядом с бразильско-венесуэльской, границей имеет наибольшую площадь плато (3 260 км²) и высоту 1 400 м[4].
- Ауян-Тепуи — крупнейшая из тепуи, площадь поверхности плато составляет 700 км². С этой горы низвергается Анхель — самый высокий водопад в мире.
- Тепуи Матави, также известная как Кукенан из-за того, что на плато находится исток реки Кукенан.
- Серро-Аутана возвышается над лесом на 1300 м и пронизана пещерой, идущей с одной стороны до другой.
- Серро-Сарисариньяма[англ.], известная практически круглыми воронками глубиной и диаметром около 350 м, на дне которых произрастают уникальные растения.